# Табашино (станция)
Таба́шино — станция Казанского региона обслуживания Горьковской железной дороги РЖД, расположена в населённом пункте станция Табашино Республики Марий Эл. Находится на линии Зелёный Дол — Яранск. С 1 июля 2014 года по 3 июля 2015 года пригородные перевозки по станции не осуществлялись. К станции примыкают подъездные пути Марийского нефтеперерабатывающего завода.

## Перспективы
Станция находится на тупиковой ветке Зелёный Дол — Яранск. В 2019 году активно обсуждалось продление ветки до Котельнича в проекте строительства отрезка Яранск — Котельнич. В начале 2020 года проект перенесён в планы до 2030 года. Строительство соединит северную и южную ветку Транссибирской магистрали.